# إندور (الناصرة)
إندور هي قرية فلسطينية مهجرة على أحد أطراف سهل مرج بن عامر، وتقع في جنوب شرق الناصرة على بعد 11كم انشئت في الجزء الجنوبي من جبال الجليل (منطقة) في منطقة الجليل الأسفل وترتفع عن مستوى البحر 200م يحيط بها من الجنوب الغربي جبل الدحي (515م) وتل العجول (332م) ومن الغرب جبل الطور (588م)؛ ومن الجنوب تل الصيرة (339م) على بعد 1.5كم؛ بها عدة أودية منها البيرة الذي يَصُب في نهر الاْردن جنوب جسر المجامع؛ اما أهم هذه الأودية وادي عين الصفصافة الذي في الشمال الشرقي، وادي خلة الشيخ حسن، وادي البصة الشرقي، خلة معروف في الجهة الشرقية، وادي دبوش الذي يفصل بين أراضي إندور وأراضي قرية نين في جنوب غرب إندور. تقع بالقرب من القرية أراضي قرى أم الغنم، كفر مصر، طمرة (الزعبية)، الناعورة، نين، سولم ودبورية.

## تاريخ القرية
ربما أُشتق اسم القرية من اسم بلدة عين دور -بمعنى عين المأوى- الكنعانية المذكورة في العهد القديم باعتباره الموضع الذي استشار فيه شاول المرأة صاحبة الجان قبل الذهاب لقتال الفلسطينيين (صموئيل الأول 28: 4- 25)؛ ومن الجائز أن البلدة القديمة كانت قائمة في موقع إندور الحديثة، أو في موقع تل العجول، أو خربة الصفصافة وهما خربتان مجاورتان لإندور؛ وقد سماها الصليبيون إندور (Aindor).
يعود تاريخ أندور في القدم إلى الألف الثالث قبل الميلاد وبها آثار تعود إلى العصر الحجري والبرونزي. كما يشير وجود أدوات صوانية، والصهاريج والأَهراءات والقبور المنحوتة في الصخر -فضلا عن وجود المنازل القديمة المهجورة التي ما زالت رسومها قريبة المسافة من مساكن القرية- إلى أَن الموقع استمر آهلا منذ أمد بعيد.
في سنة 1569، كانت إندور قرية في ناحية شفا (لواء الجولان)، وعدد سكانها 22 نسمة. وكانت تؤدي الضرائب على عدد من الغلال كالقمح والشعير والزيتون بالإضافة إلى عناصر أخرى من المستغلات كالماعز وخلايا النحل.

## قبل الاحتلال
في أواخر القرن التاسع عشر، كانت إندور قرية مبنية بالطوب على سفح تل شديد الانحدار؛ وكانت كهوف صغيرة عدة تقع في موضع مرتفع عن القرية. كانت مساحة القرية 29 دونماً، وفي القرية حارة غربية وحارة شرقية ويفصلهما واد؛ تبعد اندور بضع كيلومترات من طريق عام يوصل إلى طبريا والناصرة وفي ال1932 كان خط أنابيب شركة نفط العراق البريطانية (IPC) يمر على بعد نصف كيلومتر شمالي القرية.

## أراضي وعائلات
كانت إندور تتألف من سلسلة ملتوية من المنازل -انسجاما مع التواءات الموقع- تمتد من الجنوب الشرقي للسفح نحو الشمالي الغربي، وفي العام 1931 كان في القرية 75 مسكناً بنيت بالحجارة والأسمنت أو بالحجارة والطين. وكان سكانها كلهم من المسلمين، بالإضافة إلى مسيحي واحد. وقد أُنشئ في القرية أيام العثمانيين مدرسة (كان يؤمها أيضاً تلامذة من قرية نين المجاورة)، لكن حكومة الانتداب أغلقتها، الا ان ذلك لم يثني أطفال القرية وسكّان الناعورة، طمرة وعرب السبارجة من ان يتلقوا تعليمهم في مسجد القرية على يد معلمين من سبسطية وصفورية، وكان بالقرية مسجد وعَدد من دكاكين البقالة، محل حلاقة وملحمة.
مَلَك الأراضي أهالي القرية وورثة عبد المالك بيك الفاهوم، وكانت مساحة أراضيها 12444 دونماً معظمها أراضي سهلية خصبة وكان يطلق عليها القصر – الشرار – البصة – الفَّرات – الخارجة – موارس – تحت البلد.
وكانت زراعة الحبوب عماد اقتصاد القرية اذ كان 9864 دونما مزروعة بالحبوب، و394 دونما مرويا أو مستخدما للبساتين، منها 180 حصة الزيتون؛ وكان ما مجموعه 24 دونما مخصصا للحمضيات والموز. كما كان سكان القرية يُعنون أيضا بتربية المواشي. القرية غنية بالمياه، اعتمد الاهالي بالأساس على عين الدلافة التي كانت في داخل كهف في الجهة الجنوبية للقرية ومياهها عذبة ونقية، وكانت عين الصفصاف مصدر آخر للمياه.
عاش في إندور 311 نسمة من العرب في عام 1922، وارتفع عددهم إلى 455 نسمة في عام 1931، وإلى 620 نسمة في عام 1945. وأهم العائلات هي الفاهوم، القنانبة، المناصرة، الحايك (الفقيه)، الصوالحة، أبو جوهر، الزيادنة ويوسف.

## الثورة الفلسطينية الكبرى
للقرية دَوّر مُشرَّف إذ تأسس فيها أول فصيل للثورة سنة 1936 بتمويل ذاتي من السكان بخاصة رافع الفاهوم الذي دعم ثوّار قرية إندور بالمال والسلاح وبقيادة توفيق إبراهيم قنانبة (الدلاقمة) الملقب بأبو إبراهيم الصغير؛ الذي كان قائد الثورة في بعض مناطق الجليل ومن أعوان الشيخ عز الدين القسام، المجاهد العربي السُوري الحيفاوي الذي أطلق استشهاده في مقاتلة القوات البريطانية سنة 1935 الثورة في السنة التالية؛ ومن رجال القرية في الفصيل يوسف عبد الخالق الحايك، محمود الحايك.
ومن بين شهداء إندور في ثورة 1936 رافع بيك الفاهوم، سعيد حسين عارف عبد الله، سالم عبد الخالق الحايك، صالح اسعد الحايك، محمود أحمد أسعد الحايك، سعيد حامد مناصرة، فهد حامد مناصرة، قاعود مناصرة، عبد الغني عبد الرحمن مناصرة، حسين الصروع، سالم طافوري، سعد الخالدي، حمد طمبوز، سليمان أبو جوهر، حسين اليوسف أبو حسان، حمد عواد سيروجي، عبد الله صالح زيادنة.
خاض الفصيل عدة معارك، كما شارك ثوار أندور ومقاتليها في الدفاع عن قرى عين ماهل وكفر كنا وعرب الصبيح والشجرة ولوبيا وهوشة.

## الاحتلال والتطهير العرقي
يروي المؤرخ الإسرائيلي بني موريس أن القرية احتُلت في 24 أيار مايو 1948، ومن الجائز أن يكون سكان إندور غادروها جراء هجوم عسكري، ونتيجة سقوط بلدة بيسان المجاورة. ومع أن معظم أنحاء وادي بيسان وقع في قبضة الهاغاناه قبل 15 أيار (مايو) فقد راح لواء جولاني (يطهر المنطقة ويدافع عنها) حتى أوائل حزيران (يونيو).

## الحاضر
لا تزال حيطان عدة، تداعت أجزاء منها، قائمة في موقع القرية. وينبت في أراضي القرية شجر النخيل والدوم والتين واللوز؛ ويزرع الإسرائيليون الأراضي المستوية المجاورة، بينما تُستخدم أراضي التلال مرعى للمواشي.
لا مستعمرات إسرائيلية على أراضي القرية. أما مستعمرة دفرات فتقع في الجوار، إلى الغرب تماما من موقع القرية، وقد أسست في سنة 1946 على الحدود بين أراضي إندور وأراضي قرية دبورية وقريبا من قرية إكسال والدحي ونين.

## وصلات خارجية
- أندور / عين دور... قضاء الناصرة
- إندور/عين دور ترحب بكم محافظة الناصرة